# Chymomyza pararufithorax
Chymomyza pararufithorax är en tvåvingeart som beskrevs av Vaidya och Godbole 1973. Chymomyza pararufithorax ingår i släktet Chymomyza och familjen daggflugor. Inga underarter finns listade i Catalogue of Life.